# Jarinu
Jarinu ist eine kleinere Stadt im brasilianischen Bundesstaat São Paulo. Im Jahr 2018 wohnten schätzungsweise 29.456 Einwohner in Jarinu. Die Stadt ist jeweils eine Stunde von Campinas und von São Paulo entfernt und liegt in einer hügeligen Landschaft 755 m über dem Meer. Um die Stadt gibt es einige größere Urwald-Naturschutzgebiete.
Jarinu wurde vor einigen Jahren von der UNESCO zur Stadt mit dem zweitbesten Klima der Welt gewählt. Dadurch gibt es auch einige größere Hotels und Kurhotels.
In den letzten Jahren zieht es immer mehr Menschen aus São Paulo in die kleine Stadt. Meistens aber nur, um am Wochenende dem Großstadtstress zu entfliehen und zu entspannen.

## Geschichte
Die Gemeinde wurde 1948 durch Landesgesetz gegründet.

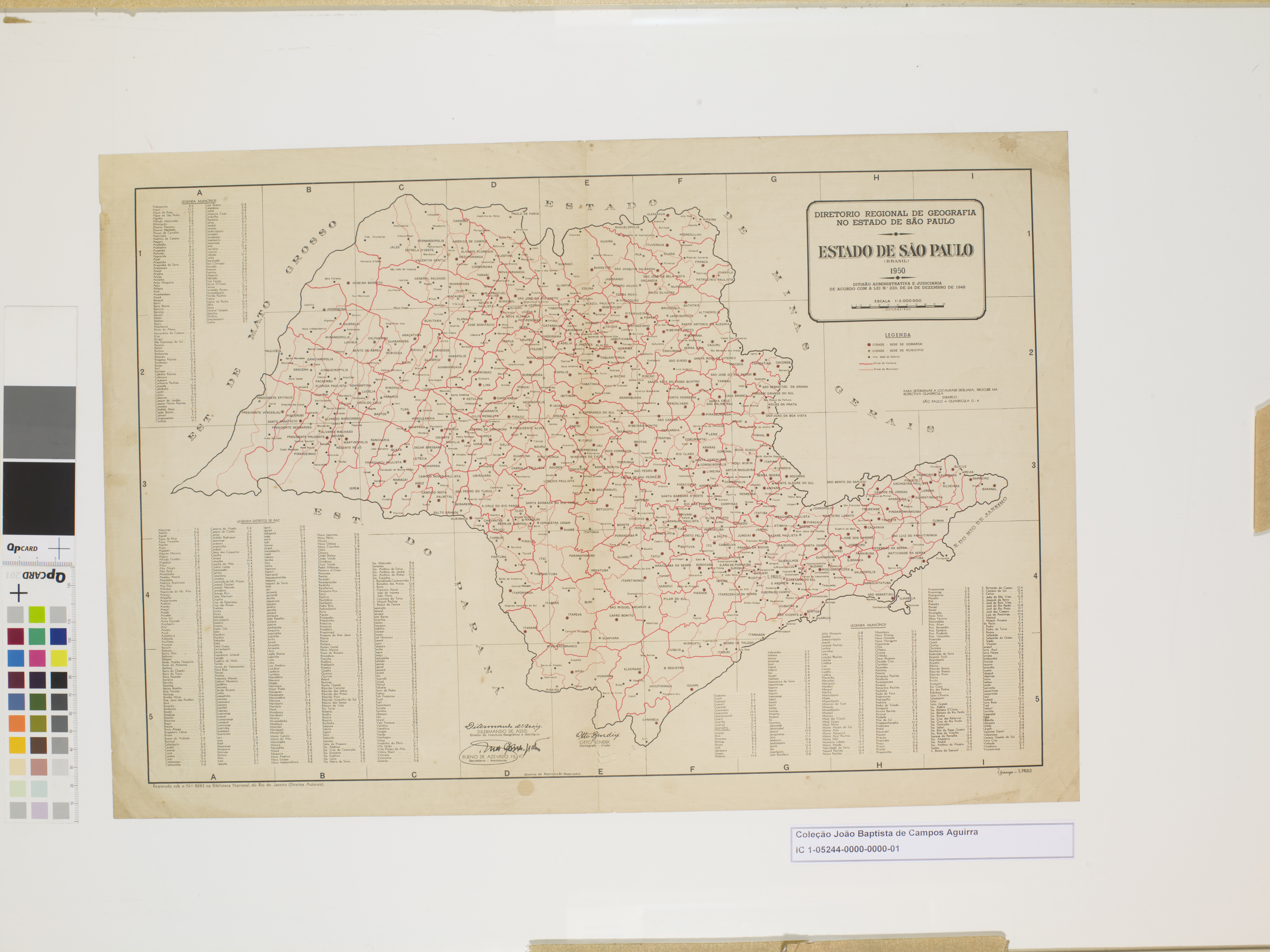
Karte des Bundesstaates São Paulo (1948).